# Zębiełek ryftowy
Zębiełek ryftowy (Crocidura phaeura) – gatunek ssaka z rodziny ryjówkowatych. Endemit Etiopii.
Takson ten opisany został w 1936 roku przez Wilfreda Hudsona Osgooda jako podgatunek zębiełka burundyjskiego. Uznany został za osobny gatunek po raz pierwszy przez R. Huttenrera w 1981 roku i tak traktowany jest współcześnie.
Znane są tylko dwa stanowiska, na których stwierdzono tego ssaka. Oba znajdują się w etiopskiej części Wielkich Rowów Afrykańskich. Pierwsze to lokalizacja typowa, z której pozyskano cztery osobniki serii typowej. Znajduje się ona w prowincji Sidamo, na północny wschód od Allata, u zachodnich podnóży góry Guramba. Drugie miejsce, wskazane w 1993 roku przez Duckwortha i współpracowników to nadrzeczny las w Parku Narodowym Necz Sar, ograniczony rzekami Collufu i Sermale. Na tym stanowisku stwierdzono 13 osobników. Obie lokalizacje znajdują się w lasach na wysokości między 1100 a 2400 m n.p.m.
W latach 1990–96 gatunek klasyfikowany był przez IUCN w kategorii niedostatecznie poznanych. W latach 1996–2004 miał status krytycznie zagrożonego (CR), a od 2004 narażonego na wymarcie (VU). Od 2008 roku klasyfikowany jest jako gatunek zagrożony (EN). Przyczynami zagrożenia są niewielki zasięg występowania oraz wciąż trwające zmniejszanie powierzchni i pogarszanie jakości siedlisk tego gatunku.